# Plastic-wood

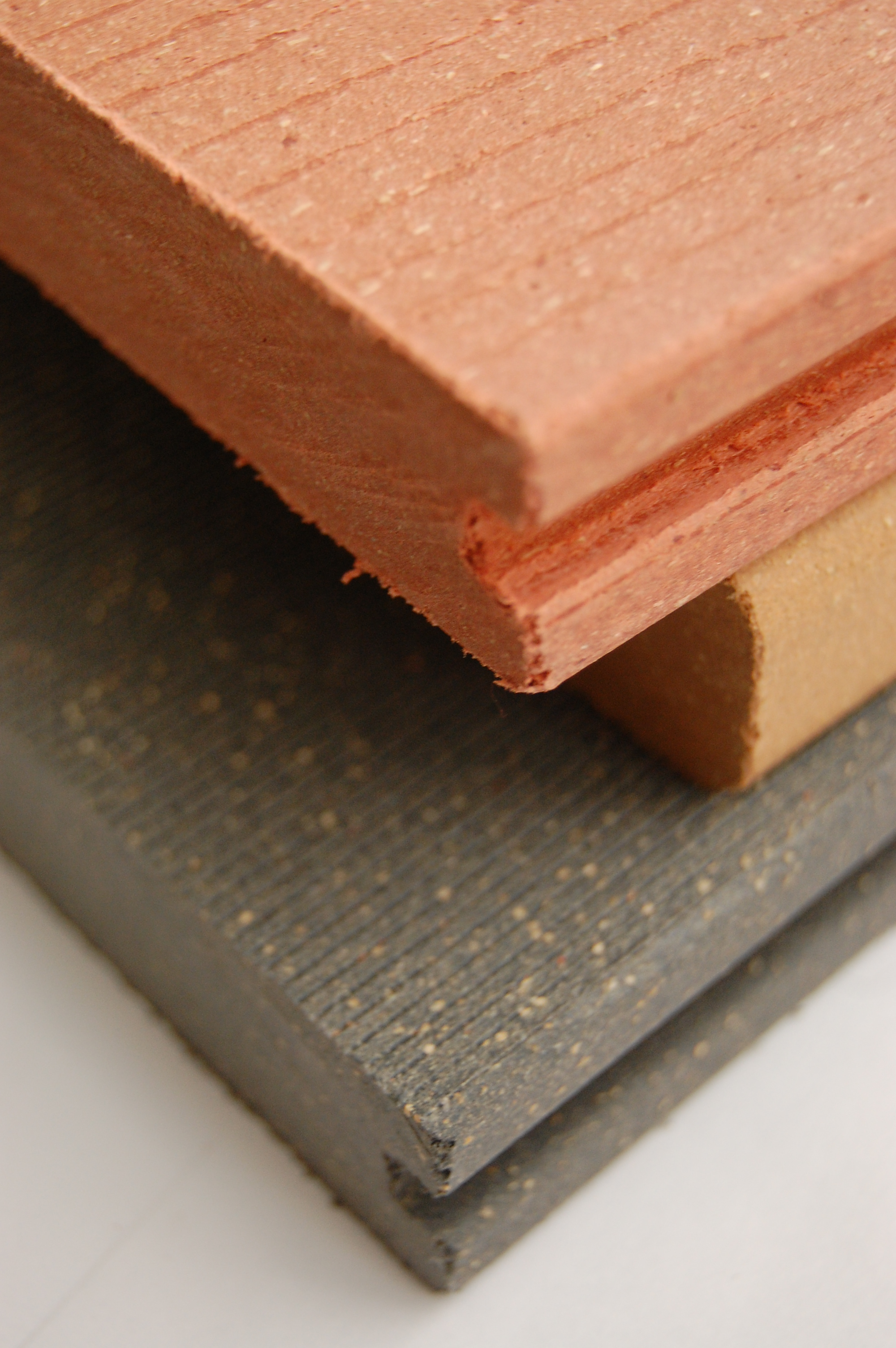
Fusta-plàstic compost

Els compostos plastic-wood (WPC) són materials compostos fets de fibra de fusta / serradures i termoplàstics, com ara PE, PP, PVC o PLA.
A part de fibra de fusta i plàstic, els WPC també poden contenir altres materials de farciment ligno-cel·lulòsic i/o inorgànic. Els WPC són un subconjunt d’una categoria més gran de materials anomenats compostos de plàstic de fibra natural (NFPC), que poden contenir farciments de fibra "NO" basats en cel·lulosa, com ara fibres de pasta, pallofa de cacauet, pallofa de cafè, bambú, palla, etc.
Els additius químics semblen pràcticament "invisibles" (excepte els farcits i pigments minerals, s'afegeixen a l'estructura composta). Proporcionen la integració de polímers i farines de fusta (pols) alhora que faciliten unes condicions de processament òptimes.
En els darrers anys, la gent de la indústria del paviment comença a referir-se al WPC com un tipus de sòl que té una estructura bàsica de xapa de vinil superior més un nucli rígid extrudit (el nucli es pot fabricar sense cap fibra de fusta). WPC ara és una categoria de productes establerta dins de LVT. Aquest tipus de WPC és diferent de les cobertes WPC i no està pensat per a ús exterior.

## Història
La primera empresa del món que va inventar i patentar el procés per crear WPC va ser Covema de Milà el 1960, fundada pels germans Terragni (Dino i Marco). Covema va anomenar-se WPC amb el nom comercial Plastic-Wood®. Després d’uns anys de la invenció del Plastic-Wood®, l'empresa Icma San Giorgio va patentar el primer procés per afegir fibra de fusta / farina de fusta als termoplàstics (WPC).

## Usos
Els compostos fusta-plàstic són encara materials nous en relació amb la llarga història de la fusta natural com a material de construcció. L'ús més estès de WPC a Amèrica del Nord es fa a terres de coberta exterior, però també s'utilitza per a baranes, tanques, fustes de paisatgisme, revestiments i revestiments, bancs de parc, motllures i guarniments, cases prefabricades sota el nom comercial Woodpecker WPC®., finestra i la porta de marcs, i coberta de mobles. Els compostos fusta-plàstic es van introduir per primera vegada al mercat de les terrasses a principis dels anys noranta. Els fabricants afirmen que el compost fusta-plàstic és més respectuós amb el medi ambient i requereix menys manteniment que les alternatives de fusta massissa tractada amb conservants o fusta massissa d’espècies resistents a la podridura. Aquests materials es poden modelar amb o sense detalls de gra de fusta simulats.

## Producció

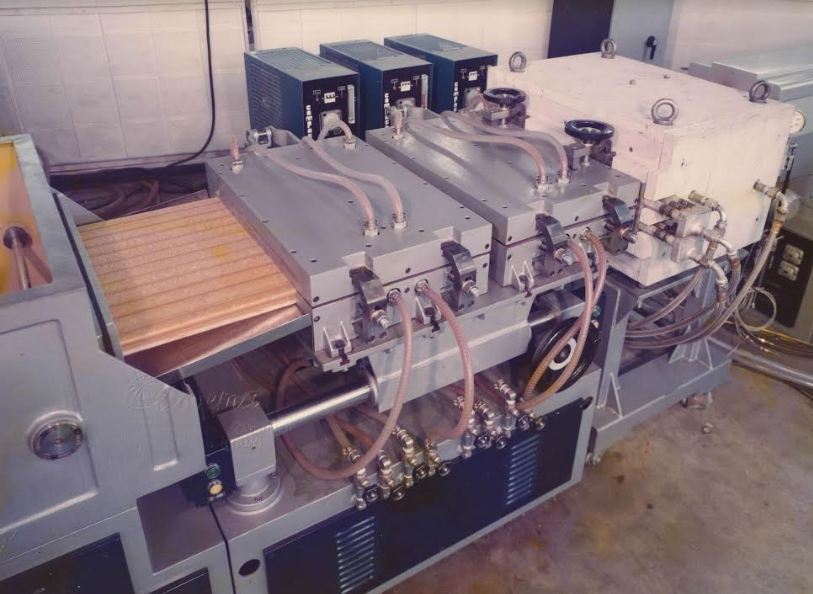
La primera línia d’extrusió del món a produir fusta de plàstic fabricada per Covema

Els compostos fusta-plàstic (WPC) es produeixen barrejant a fons partícules de fusta moltes i resines termoplàstiques escalfades. El mètode de producció més habitual és extruir el material en la forma desitjada, tot i que també s’utilitza el modelat per injecció. Els WPC es poden produir a partir de termoplàstics verges o reciclats, inclosos HDPE, LDPE, PVC, PP, ABS, PS i PLA. Els WPC basats en polietilè són, amb diferència, els més habituals. Additius com colorants, agents d’acoblament, estabilitzants UV, agents bufadors , agents espumants i lubricants ajuden a adaptar el producte final a l’àrea d’aplicació objectiu. Els WPC extrudits es formen en perfils sòlids i buits. També es produeix una gran varietat de peces modelades per injecció, des de panells de portes d'automòbils fins a cobertes de telèfons mòbils.
En algunes instal·lacions de fabricació, els components es combinen i es processen en una extrusora de pel·letització, que produeix pel·lets del nou material. Els grànuls es tornen a fondre i es formen en la forma final. Altres fabricants completen la peça acabada en un sol pas de barreja i extrusió.
A causa de l’addició de material orgànic, els WPC solen processar-se a temperatures molt més baixes que els plàstics tradicionals durant l'emmotllament per extrusió i injecció. Els WPC tendeixen a processar-se a temperatures d’uns 50 28 ° F ° C) per sota del mateix material sense emplenar, per exemple. La majoria començaran a cremar a temperatures al voltant de 400 204 ° F ° C). El processament de WPC a temperatures excessivament altes augmenta el risc de cisallament, o de cremades i decoloracions resultants d’empènyer un material massa calent a través d’una reixa massa petita durant l'emmotllament per injecció. La proporció de fusta a plàstic en el compost determinarà en última instància l’índex de flux de fosa (IMF) del WPC, amb quantitats més grans de fusta que generalment conduiran a una IMF inferior.

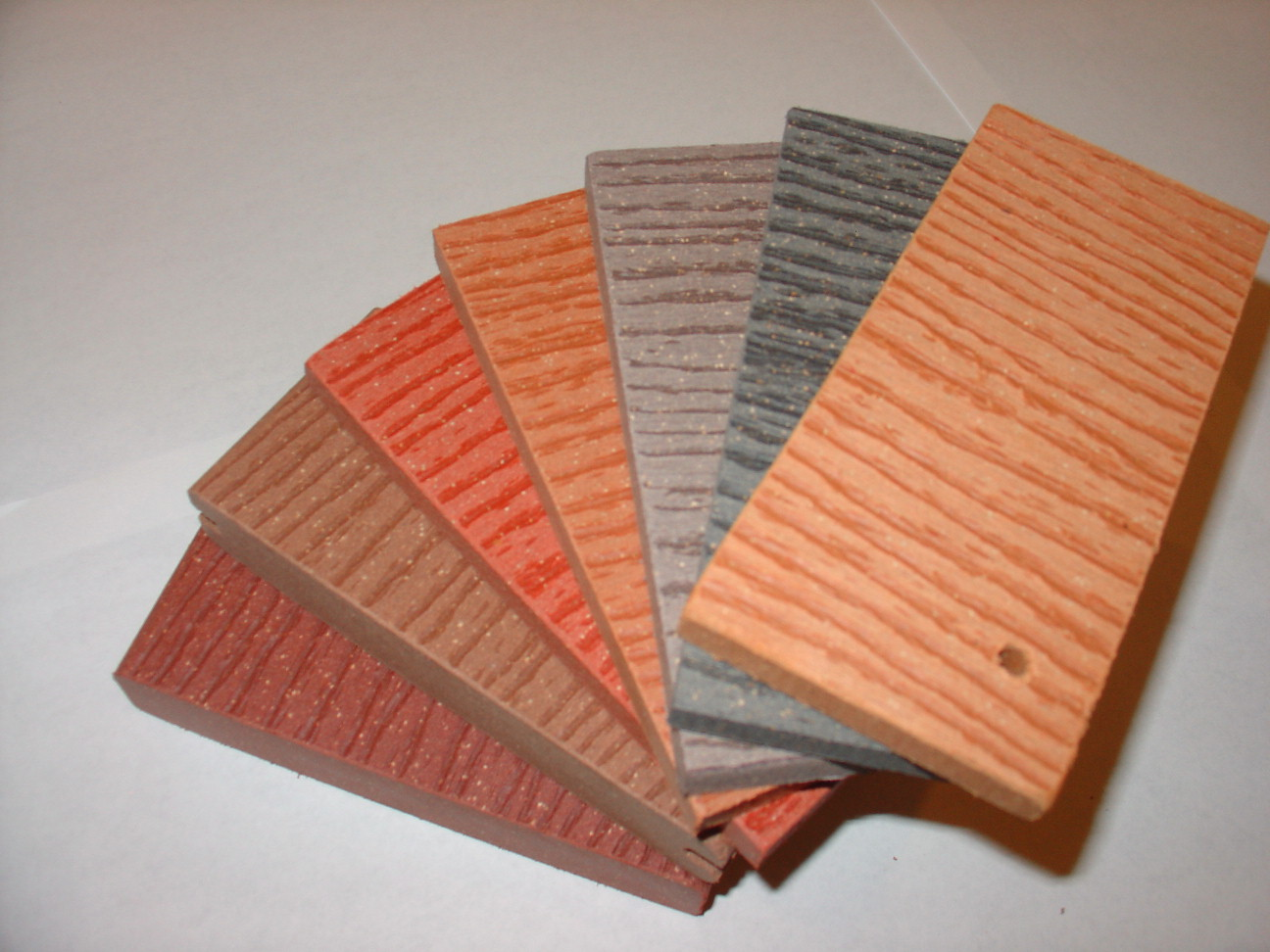
El compost fusta-plàstic és un tipus de fusta dissenyada.

## Avantatges i inconvenients

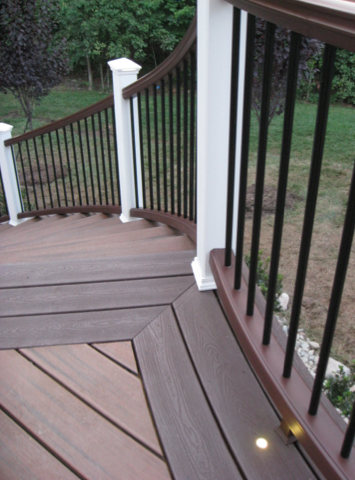
Terrassa composta Trex

Els WPC no es corroïxen i són molt resistents a la podridura, la descomposició i l’atac de barrinadors marins, tot i que absorbeixen aigua dins les fibres de fusta incrustades dins del material. L’absorció d’aigua és més acusada en els WFC amb matriu hidròfila com el PLA i també condueix a una rigidesa i resistència mecàniques disminuïdes. El rendiment mecànic en un entorn humit es pot millorar mitjançant un tractament d'acetilació. Els WPC tenen una bona viabilitat i es poden modelar mitjançant eines convencionals de fusta. Els WPC sovint es consideren un material sostenible perquè es poden fabricar amb plàstics reciclats i els productes de rebuig de la indústria de la fusta. Tot i que aquests materials continuen la vida útil dels materials usats i rebutjats, tenen una vida mitjana considerable; els polímers i adhesius afegits dificulten el reciclatge del compost de fusta-plàstic després del seu ús. Tanmateix, es poden reciclar fàcilment en un nou compost de fusta i plàstic, com el formigó. Un avantatge sobre la fusta és la capacitat del modelat del material per complir gairebé qualsevol forma desitjada. Un membre de WPC es pot doblegar i fixar per formar corbes d'arcs fortes. Un altre dels principals punts de venda d’aquests materials és la falta de pintura. Es fabriquen en una gran varietat de colors, però estan àmpliament disponibles en tons grisos i terra. Tot i el contingut de cel·lulosa del 70% (tot i que el 50/50 és més freqüent), el comportament mecànic dels WPC és molt similar als polímers nets. Els polímers nets es polimeritzen sense dissolvents afegits. Això significa que els WPC tenen una resistència i rigidesa més baixes que la fusta i experimenten un comportament dependent del temps i de la temperatura. Les partícules de fusta són susceptibles a l'atac de fongs, encara que no tant com la fusta massissa, i el component polimèric és vulnerable a la degradació dels raigs UV. És possible que la força i la rigidesa es puguin reduir mitjançant el ciclisme de congelació-desgel, tot i que encara s’estan fent proves en aquesta zona. Algunes formulacions de WPC són sensibles a la tinció de diversos agents.

## Taulers sandvitx WPC
Les plaques WPC mostren un bon conjunt de rendiment, però les làmines compostes monolítiques són relativament pesades (sovint més pesades que els plàstics purs), cosa que limita el seu ús a aplicacions on el pes baix no és essencial. El WPC en forma composta estructurada per sandvitx permet una combinació dels avantatges dels compostos tradicionals de polímer de fusta amb la lleugeresa de la tecnologia d’un panell sandvitx. Els taulers sandvitx WPC consisteixen en pells compostes de polímer de fusta i nucli de polímer de baixa densitat que condueix a un augment molt efectiu de la rigidesa del panell. Les taules sandvitx WPC s'utilitzen principalment en aplicacions d'automoció, transport i construcció, però també s'estan desenvolupant aplicacions de mobles. Els nous processos de producció integrats, eficients i sovint en línia, permeten produir taulers sandvitx WPC més forts i més rígids a costos inferiors en comparació amb les làmines de plàstic tradicionals o els panells WPC monolítics.

## Problemes
L’ impacte ambiental dels WPC es veu directament afectat per la proporció que continguin de materials renovables i no renovables. Els polímers basats en el petroli que s'utilitzen habitualment tenen un impacte ambiental negatiu perquè es basen en matèries primeres no renovables i en la no biodegradabilitat dels plàstics.

### Riscos d'incendi
Els tipus de plàstic que s’utilitzen normalment en les formulacions de WPC tenen propietats de perill d’incendi més altes que la fusta sola, ja que el plàstic té un contingut químic de calor més alt i es pot fondre. La inclusió del plàstic com a part del compost produeix el potencial de riscos d'incendi més elevats en els WPC en comparació amb la fusta. Alguns funcionaris del codi estan cada vegada més preocupats pel rendiment dels WPC.